# Куракин, Фёдор Алексеевич
Князь  Фёдор Алексеевич Куракин  (18 апреля 1842 — 19 января 1914) — пензенский краевед из рода Куракиных, член саратовской губернской учёной архивной комиссии. Издатель семейных архивов, хранившихся в родовой усадьбе Надеждино.

## Биография
Младший сын князя Алексея Борисовича Куракина (1809—1872) и княжны Юлии Фёдоровны Голицыной (1814—1881). По отцу правнук князя А. Б. Куракина, по матери — князя С. Ф. Голицына и князя А. А. Прозоровского. Имя получил в честь деда, Фёдора Голицына.  После окончания воспитания в Пажеском корпусе 16 июня 1861 года поступил корнетом в Кавалергардский полк.
В 1862 году произведён в поручики и 24 октября 1864 года назначен полковым казначеем. 27 марта 1866 года произведён в штабс-ротмистры и 6 сентября уволен от службы по домашним обстоятельствам.  22 января 1868 года назначен состоять при командующем войсками Московского округа для особых поручении, с переименованием в майоры. В 1871 году назначен адъютантом при Киевском генерал-губернаторе и в 1873 году произведён в полковники. 4 февраля 1875 года уволен со службы с мундиром.
Князь Куракин был известен в обществе разгульным образом жизни и непристойными выходками, за одну из которых Александр II выслал его из Петербурга. Живя в своём имении Надеждино, занимался изучением богатейшего семейного архива, который издал на свои средства. Публикация 10 томов документов и 3 тома сборников, представляющих большой интерес для истории XVIII и XIX веков, была осуществлена сначала под редакцией  М. И. Семевского, а после В. Н. Смольянинова. За свой труд князь Куракин 17 декабря 1890 года был принят в почётные члены Московского археологического института.
После продажи надеждинского имения, с 1904 года жил в Москве в собственном доме на ул. Новой Басманной, д. 6, где умер 19 января 1914 года.

## Семья
С 18 мая 1884 года был женат на Софье Владимировне Мокиевской (1850—1925), дочери полковника Владимира Андреевича Мокиевского и Софии Людвиговны Мейер. Мать Куракина была против «неравнородного» брака, поэтому они жили в гражданском браке и обвенчались только после её смерти. Софья Владимировна помогала мужу в изучении семейного архива. С 1916 года жила в большом доходном доме Куракиных у Большого Каменного моста. В 1920 году передала весь семейный архив в Исторический музей. Имела трёх дочерей и сына, рожденных до брака и носивших фамилию матери:
- Мария Фёдоровна (1870—1945), в первом браке за Евгением Александровичем Бернардом (1854—1918), их правнучка М. Калинина, победительница первого Московского конкурса красоты. После расстрела мужа, в октябре 1918 года вышла замуж за Льва Сигизмундовича Яновича.
- Софья Фёдоровна (1873—1943), с 1889 года замужем за директором почтамта Владимиром Борисовичем Похвисневым (1858—1925).
- Валентин Фёдорович
- Ольга Фёдоровна, замужем за Алексеем Николаевичем Деконским.